# نشانه‌گذاری مجموعه
مجموعه ها در ریاضیات مفاهیم بنیادی هستند. به طور واضح، یک مجموعه صرفاً مجموعه‌ای از عناصر یا اعضا است. قراردادهای مختلفی برای مجموعه‌های نشان‌دار وجود دارد. در هر موقعیت خاص ، یک نویسنده به طور معمول بسته به اینکه کدام ویژگی های مجموعه به متن فوری یا کدام دیدگاه مفید ترین باشد ، از بین این کنوانسیون ها انتخاب می کند.

## علامت گذاری مجموعه به عنوان یک شی
در جایی که مطلوب است که به مجموعه ای به عنوان یک موجود غیرقابل تفکیک مراجعه کنیم ، شخص معمولاً آن را با یک نامه بزرگ بیان می کند. هنگامی که چندین مجموعه به طور هم زمان مورد بحث قرار می گیرند ، در مراجعه به یک مجموعه دلخواه و عمومی ، معمولاً S. انتخاب می شوند ، و غالباً توسط چند سرمایه اول مشخص می شوند: A ، B ، C و غیره. طبق کنوانسیون ، نمادهای خاص برای مهمترین مجموعه اعداد محفوظ است:
∅ – empty set (also {\displaystyle \emptyset } or {\displaystyle \varnothing } or {} are common)
N – natural numbers
Z – integers (from Zahl, German for number).
Q – rational numbers (from quotient)
R – real numbers
C – complex numbers
برخی از نویسندگان برای این مجموعه های خاص از قلم تخته سیاه و سفید استفاده می کنند ( {\displaystyle \mathbb {C} } ، {\displaystyle \mathbb {N} } ، و غیره.). این استفاده در دست نویس بسیار مورد قبول است ، اما برخی از ریاضیدانان ، و چنین کارشناسان تایپوگرافی ریاضی مانند دونالد نوت ، توصیه می کنند که از استفاده آن در چاپ استفاده کنند. 

## با تمرکز بر عضویت در یک مجموعه
در بسیاری از زمینه ها بیشتر به عناصری که مجموعه را تشکیل می دهند علاقه‌مند است تا یک واحد واحد که آن عناصر را تشکیل می دهد ، به عنوان مثال برای تعریف یک تعریف گسترده از مجموعه. در اینجا عناصر ، چه به صورت گسسته و چه به صورت جمع بیان می شوند ، در بندها محصور می شوند. 
ساده ترین رویکرد مفهومی از این نوع ، که فقط برای مجموعه های نسبتاً کوچک امکان پذیر است ، شمارش کامل عناصر است. بنابراین مجموعه لباس های موجود در یک کارتن مخصوص کارت های بازی با { oted مشخص می شود و مجموعه شماره های اصلی حتی با {2 den مشخص شده است. این روش همچنین نماد {} برای مجموعه خالی را فراهم می کند.
معنای اصطلاح مجموعه محدودیت های نحوی خاصی را بر این نمادها تحمیل می کند. تنها اطلاعاتی که برای یک مجموعه اساسی است این است که اشیاء خاص عناصر هستند یا نیستند. در نتیجه ، ترتیب ترتیب عناصر در یک لیست ، بی ربط است: {π, 6, 1/2} و {1/2, π, 6} دو شمارش از همان مجموعه هستند. به همین ترتیب، اشاره تکرار یک عنصر است ولی ربطی به موضوع، به طوری که {1, 2, 2, 3, 3, 3} = {1, 2, 3} برای مقابله با مجموعه که تعدد اعضا قابل توجه است، این است که یک کلیت از مجموعه به نام وجود دارد multisets . 
نوعی از این شمارش صریح جامع ، از عناصر مختلفی استفاده می کند و بیضی را نشان می دهد . به عنوان مثال، مجموعه ای از اولین اعداد طبیعی ده می تواند نوشته شود {1, ..., 10} در اینجا ، البته ، بیضی به معنی "و غیره" است. هر جا که بیضوی برای مشخص کردن دامنه استفاده شود ، سوراخ می شود انگار که عنصری از مجموعه است. اگر هر یک از موارد محدوده مشخص نباشد ، ممکن است با یک بیان ریاضی بیان شود که فرمول آن را محاسبه می کند. به عنوان مثال، اگر n از زمینه شناخته می شود یک عدد صحیح مثبت، پس از آن مجموعه ای از اولین n مربع کامل ممکن است توسط نشان داده می شود {1, 4, ..., n2}
In general, if {\displaystyle n} is a natural number, then {\displaystyle \{1,\dots ,n\}} denotes the set {\displaystyle \{i\in \mathbb {N} \mid 1\leq i\leq n\}}. A subtle special is {\displaystyle n=0}, in which {\displaystyle \{1,\dots ,0\}} is the empty set {\displaystyle \emptyset }.
برخی از مجموعه های بی نهایت نیز می توانند از این طریق نمایش داده شوند. به عنوان مثال دلالت مجموعه ای از اعداد طبیعی (که برای آن یک نماد در بالا شرح داده N توسط {1, 2, 3, ...} در مواردی که الگوی بی نهایت تکرارکننده واضح نیست ، می توان یک عبارت را وارد کرد تا یک عنصر عمومی مجموعه را نشان دهد ، همانطور که با {0, 1, 3, ..., k(k-1)/2, ...}
مکانیزم قدرتمندتر برای نشان دادن مجموعه ای از نظر عناصر آن ، نماد سازنده است . در اینجا الگوی کلی {x : P(x)} ، که مجموعه ای از همه عناصر x (از برخی مجموعه جهانی ) را نشان می دهد که ادعای P(x) در مورد x صحیح است. به عنوان مثال ، هنگامی که به عنوان مجموعه ای از نقاط درک شود ، دایره ای با شعاع r و مرکز (a, b) ، ممکن است به عنوان {(u, v) : (u−a)2 + (v-b)2 = r2}
یک استثناء قابل توجه در نماد بندها برای بیان فواصل در خط واقعی استفاده می شود . این واقعیت از این واقعیت استفاده می کند که هر بازه ای از این دست با توجه به نقاط انتهایی سمت چپ و راست آن تعیین می شود: برای مثال ، فاصله واحد ، مجموعه ای از واقعیت ها بین 0 تا 1 است (شامل). این کنوانسیون برای مشخص کردن فواصل ، از براکت ها و پرانتز ها استفاده می کند ، بسته به اینکه انتهای مربوطه به ترتیب درج شده یا از مجموعه خارج می شوند. بنابراین مجموعه واقعیت ها با ارزش مطلق کمتر از یک توسط (−1, 1) نشان داده می شود - این با جفت مرتب شده با ورودی اول −1 و ورود دوم متفاوت است. مانند سایر نمونه ها ، مجموعه ای از واقعیت های x که رضایت بخش هستند 2 <x ≤ 5 توسط (2, 5] نشان داده شده است ، و مجموعه ای از واقعیت های غیر منفی با [0, ∞) . 

## استعاره در مجموعه های مشخص
از آنجا که بسیاری از ریاضیات شامل کشف و بهره برداری از الگوهای است ، شاید جای تعجب نباشد که باید کنوانسیون های مختلف عرفانی وجود داشته باشد که تمرین کنندگان را به عنوان واضح یا طبیعی اعتصاب می کند - در صورتی که بعضی مواقع فقط یک بار به آن الگوی اشاره شده است.
یک کلاس شامل آن دسته از نمادها است که از نماد یک مجموعه از فرم جبری یک عنصر نماینده مجموعه مشتق شده است. به عنوان نمونه ، مجموعه اعداد یکسان را در نظر بگیرید. از آنجا که عدد b حتی دقیقاً اگر عدد صحیحی وجود داشته باشد به گونه ای که b = 2a باشد ، می توان از تغییرات زیر در نماد سازنده برای توصیف این مجموعه استفاده کرد: {2a: a∈Z} (مقایسه این مورد با مجموعه رسمی- نماد سازنده: {b∈Z: ∃ a∈Z: b = 2a}). از طرف دیگر ، یک نماد واحد برای مجموعه عددهای یکسان 2Z است. به همین ترتیب ، از آنجا که هر عدد عجیب و غریب باید برای برخی از عدد صحیح شکل 2a + 1 داشته باشد ، ممکن است مجموعه اعداد عجیب و غریب 2Z + 1 نشان داده شود.
طبقه دوم مبتنی بر یک رابطه منطقی قوی بین یک مجموعه و یک عدد صحیح خاص است. یک مثال ، نماد براکت است که در آن مجموعه {1 ، ... ، n} از اولین عدد صحیح مثبت با n [n] مشخص شده است. (به عنوان یک نکته مرتبط ، هنگامی که به یک رابطه استاندارد کمتر از یا مساوی owed تعلق دارد ، مجموعه [n] حروف مشخص شده با n را به دست می دهد.) نمونه دیگر از حساب های مدولار ناشی می شود ، جایی که کلاس های هم ارزی با آن مشخص می شوند
  ، که ممکن است درک شود نشان دهنده مجموعه ای از اعداد صحیح است که باقیمانده a را در تقسیم با n قرار می دهد. بنابراین یکی دیگر از نمادهای مجموعه عدد یکسان است
یکی دیگر از کنوانسیون های مجموعه دارنده که به استعاره متکی است از ترکیب های بی شماری ناشی می شود . این نمادی را برای مجموعه S از عبارتی برای کاردینالیت مجموعه یا اندازه ، |S| مشتق می کند |S| . شاید ساده ترین و شناخته شده ترین نمونه محصول دکارتی مجموعه های A و B که مجموعه {(a, b) : a∈A, b∈B} از آنجا که در این مجموعه ، هر عنصر A دقیقاً یکبار با هر عنصر B جفت می شود ، کاردینال بودن آن |A| × |B| . به همین دلیل ، این مجموعه توسط A×B مشخص شده است. در حقیقت ، همین واقعیت در مورد کاردینال بودن آن به همین دلیل است که این مجموعه محصول نامیده می شود. 
نمونه های بسیار دیگری از این کنوانسیون وجود دارد. یکی مجموعه توابع از مجموعه A تا مجموعه B . هنگامی که A و B محدود هستند ، تعیین هر نوع عملکردی برای انتخاب برای هر عنصر A کدام A از عناصر B باید تصویر آن باشد. بنابراین ، تعداد این توابع |B||A| . بنابراین ، مجموعه ای از تمام توابع از A تا B به عنوان BA . مثال دیگر مجموعه قدرت مجموعه S که با داشتن کاردینال 2|S| ، توسط 2S مشخص شده است. البته توجه داشته باشید که از آنجا که هر زیر مجموعه S می تواند تابعی باشد که به هر عنصر S اختصاص می دهد یا یک عنصر دیگر شامل:   به استثنای} ، نماد 2S ممکن است به عنوان مورد ویژه BA . استعاره cardinality نیز برای استفاده از علامت استاندارد برای ضرایب دوتایی استفاده شده است. {\displaystyle {\tbinom {X}{k}}} برای مجموعه همه زیر مجموعه های k -element از یک مجموعه X یک نماد جایگزین برای بیان همه {\displaystyle k} خرده های {\displaystyle X} است {\displaystyle [X]^{k}}
مثالی که به نظر می رسد هنوز از این کنوانسیون مبتنی بر کاردینال استفاده نشده است ، X است! از آنجایی که معمولاً به عنوان زیر مجموعه یک گروه متقارن مشاهده می شود ، این مجموعه به طور معمول توسط یک نماد برای خود گروه ، SX یا Sym (X) مشخص می شود.

## قراردادهای دیگر
کنوانسیون های بیشتر نیز بعضاً دیده می شود ، از جمله یکی بر اساس روابط. برای رابطه R بر روی مجموعه S ، ممکن است مجموعه ای از اشیاء مربوط به R با برخی عناصر x از S توسط SR (x) مشخص شود. بنابراین از نماد | برای رابطه تقسیم نظریه شماره ، ممکن است مجموعه ای از عدد صحیح n توسط Z | (ن) به طور مشابه ، زیر مجموعه ای از X یک مجموعه پایین اصلی یک poster (X ، ≤) است که دقیقاً در صورتی که می توان با X (x) برای برخی از x در X نشان داد. و از آنجا که ~ نمادی برای رابطه مجاور است ، زیر مجموعه. از مجموعه W از رئوسهای یک نمودار که دقیقاً آنهایی را که در مجاورت یک راس v قرار دارند (یعنی تقاطع W با محله باز V) ممکن است توسط W ~ (v) مشخص شود.